# Inwood (Iowa)
Inwood és una població dels Estats Units a l'estat d'Iowa. Segons el cens del 2000 tenia 875 habitants.

## Demografia
Segons el cens del 2000, Inwood tenia 875 habitants, 334 habitatges, i 234 famílies. La densitat de població era de 254 habitants/km².
Dels 334 habitatges en un 32,6% hi vivien nens de menys de 18 anys, en un 63,5% hi vivien parelles casades, en un 5,4% dones solteres, i en un 29,9% no eren unitats familiars. En el 29% dels habitatges hi vivien persones soles el 18,3% de les quals corresponia a persones de 65 anys o més que vivien soles. El nombre mitjà de persones vivint en cada habitatge era de 2,48 i el nombre mitjà de persones que vivien en cada família era de 3,07.
Per edats la població es repartia de la següent manera: un 26,4% tenia menys de 18 anys, un 7,5% entre 18 i 24, un 23,5% entre 25 i 44, un 16,8% de 45 a 60 i un 25,7% 65 anys o més.
L'edat mediana era de 40 anys. Per cada 100 dones de 18 o més anys hi havia 84 homes.
La renda mediana per habitatge era de 33.889 $ i la renda mediana per família de 41.667 $. Els homes tenien una renda mediana de 29.408 $ mentre que les dones 23.611 $. La renda per capita de la població era de 15.651 $. Entorn del 6,8% de les famílies i el 7,9% de la població estaven per davall del llindar de pobresa.

## Poblacions més properes
El següent diagrama mostra les poblacions més properes.